# Gundelfingen an der Donau
Gundelfingen an der Donau é um município da Alemanha, localizado no distrito de Dillingen, no estado de Baviera.